# Pangasius humeralis
Pangasius humeralis es una especie de peces de la familia Pangasiidae en el orden de los Siluriformes.

## Morfología
• Los machos pueden llegar alcanzar los 38,9 cm de longitud total.

## Distribución geográfica
Se encuentran en Asia: oeste de Borneo.